# Metchosin
Metchosin är en ort i Kanada.   Den ligger i provinsen British Columbia, i den södra delen av landet, 3 600 km väster om huvudstaden Ottawa. Metchosin ligger 49 meter över havet och antalet invånare är 4 803.
Terrängen runt Metchosin är platt österut, men åt nordväst är den kuperad. Havet är nära Metchosin åt sydost. Trakten är tätbefolkad. Närmaste större samhälle är Victoria, 13,5 km öster om Metchosin. 